# ジェイク・ポール
ジェイク・ジョセフ・ポール （Jake Joseph Paul、1997年1月17日 - ）は、アメリカ合衆国オハイオ州クリーブランド生まれのYouTuber、インターネットセレブリティ、俳優、プロボクサーである。ボクシングプロモーション会社モスト・バリュアブル・プロモーションズを主宰している。兄のローガン・ポールも、YouTuberとして知られている。

## 来歴
ジェイクは兄のローガンとともに小学校時代から趣味でYouTube動画製作をしていた。
2013年から投稿を始めた動画アプリのVineで成功し有名になると、2016年6月からスタートしたディズニー・チャンネルの番組「やりすぎ配信! ビザードバーク」のメインキャストとして抜擢される。Vineが2017年でサービス終了した時点での登録者数は530万人、総再生回数は20億回だった。
2017年7月22日、やりすぎ配信! ビザードバークの第2シーズンの撮影中に、ディズニー・チャンネルからジェイクが番組を離れることが発表された。発表は、ジェイクの近隣住民への迷惑行為が報道された直後に行われた。
問題行動が多いトラブルメーカーで、数々の裁判沙汰となっている。

### ボクシング
2018年8月25日、イギリスのマンチェスターにあるマンチェスター・アリーナで、兄のローガン vs 人気YouTuberのKSIの試合の前座で、アマチュアボクシングデビュー戦を行い、KSIの弟であるデジと対戦し、5回TKO勝ちを収めた。

#### プロ転向
2020年1月30日、フロリダ州マイアミにて、デメトリアス・アンドラーデ vs ルーク・キーラーの前座で、プロボクシングデビュー戦を行い、YouTuberのアネソンギブと193ポンド契約6回戦で対戦し、初回2分18秒TKO勝ちを収めた。
2020年11月28日、カリフォルニア州カーソンにて、マイク・タイソン vs ロイ・ジョーンズ・ジュニアの前座でプロ2戦目を行い、元NBA選手のネイト・ロビンソンと6回戦で対戦し、2回1分24秒KO勝ちを収めた。
2021年4月17日、ジョージア州アトランタにて元総合格闘家のベン・アスクレンと対戦し、初回1分59秒TKO勝ちを収めた。この試合でジェイクは69万ドル（7500万円）、アスクレンは50万ドル（5400万円）のファイトマネーを稼ぎ、ジェイクはファイトマネーに加えてペイ・パー・ビューの売上げに応じた歩合でボーナスを受け取った。
2021年5月19日、Trillerを離れShowtimeと契約したことが発表された。
2021年8月29日、オハイオ州クリーブランドのロケット・モーゲージ・フィールドハウスにて元UFC世界ウェルター級王者のタイロン・ウッドリーと対戦し、8回2-1（78-74、77-74、75-77）の判定勝ちを収めた。この試合でジェイクとウッドリーは共に200万ドル（約2億2千万円）のファイトマネーと、ファイトマネーに加えてペイ・パー・ビューの売上げに応じた歩合でボーナスを受け取った。
2021年12月6日、ジェイクと12日後の12月18日に対戦することになっていたトミー・フューリーが医学的問題のために欠場となったため、代役のタイロン・ウッドリーがジェイクと対戦することが発表された。
2021年12月18日、フロリダ州タンパのアマリー・アリーナでタイロン・ウッドリーと192ポンド契約の8回戦で再戦し、6回2分12秒KO勝ちを収めた。このKOはESPN RingsideとDAZNから2021年のノックアウト・オブ・ザ・イヤーに選ばれた。
2022年8月6日、ニューヨーク州マンハッタンのマディソン・スクエア・ガーデンでトミー・フューリーと対戦予定だったが、フューリーが渡米をしようとしたロンドンのヒースロー空港でアメリカ合衆国国土安全保障省からアメリカ合衆国への入国を禁止されたため（フューリーの異母兄であるタイソン・フューリーがアメリカ合衆国政府から麻薬カルテルの幹部と認定されたダニエル・キナハンと深い関係があり、その影響とされている）、フューリー戦が中止となり、代役としてハシーム・ラクマン・ジュニアが選ばれるが、契約体重の問題により試合の1週間前の7月30日にラクマン戦も中止になった事が発表された。
2022年10月29日、アリゾナ州グレンデールのヒラ・リバー・アリーナで元UFC世界ミドル級王者のアンデウソン・シウバと187ポンド契約8回戦で対戦し、8回3-0（77-74、78-73×2）の判定勝ちを収め、試合後にサウル・アルバレスかネイト・ディアスとの対戦を希望した。
2022年12月、フロリダ州オーランドで開催されたWBA創立100周年記念総会にゲストとして招待され、会長のギルベルト・メンドーサからWBA王座を授与された。
2023年1月5日、総合格闘技団体の「PFL」と契約を交わし、ボクシングを継続しつつ、総合格闘技に挑戦することを発表した。
2023年2月26日、サウジアラビア・ディルイーヤのディルイーヤ・アリーナにて、サウジアラビアのプロモーターであるスキル・チャレンジ・エンターテインメントが開催した興行でトミー・フューリーと対戦。8回に左ジャブでダウンを奪うも、手数で倍近くの差を付けられ8回1-2（75-74、73-76×2）の判定負け。キャリア7戦目で初黒星を喫した。
2023年4月27日、自身のボクシングプロモーション会社であるモスト・バリュアブル・プロモーションズが新たに立ち上げるボクシング興行「モスト・バリュアブル・プロスペクト」を4大会配信する契約をDAZNと結んだことを発表した。
2023年7月、スポーツ・イラストレイテッドの表紙を飾った。
2023年8月5日、テキサス州ダラスのアメリカン・エアラインズ・センターでネイト・ディアスと185ポンド契約で対戦し、10回3-0（97-92、98-91×2）の判定勝ちを収めた。
2023年12月15日、フロリダ州オーランドのカリビ・ロイヤル・オーランドでアンドレ・オーガストと対戦し、初回2分32秒KO勝ちを収めた。
2023年12月19日、アメリカ合衆国ボクシング代表チームと2024年のパリオリンピックに向けて提携したことを発表。ボクシング代表チームの遠征に帯同するなどして、ボクシング代表チームとアマチュアボクシングの認知度と人気を高めるために、ジェイク自身のSNSを使ってプロモーションをしたり、選手にブランディングのアドバイスを行うことになった。
2024年3月2日、プエルトリコ・サンフアンのコリセオ・デ・プエルトリコにてアマンダ・セラノ対ニーナ・マインケ戦のセミファイナルでライアン・ボーランドと対戦し、初回2分37秒TKO勝ちを収めた。しかし、メインイベントで行われる予定だったセラノ対マインケ戦がセラノの目の負傷によるドクターストップで直前で中止となったため、この試合が事実上のメインイベントとなった。

##### vs マイク・タイソン
2024年3月7日、7月20日にテキサス州アーリントンのAT&Tスタジアムでジェイク・ポールvsマイク・タイソンが行われ、Netflixにより全世界にライブ配信されることが、モスト・バリュアブル・プロモーションズより発表された。このイベントはNetflixにとって、F1ドライバーとプロゴルファーがペアを組んでゴルフで対戦した『Netflixカップ』、ラファエル・ナダルとカルロス・アルカラスがエキシビションで対戦した『Netflixスラム』に続く、3つ目のライブスポーツイベントとなる。
2024年4月29日、試合がエキシビションではなくテキサス州アスレチックコミッションから認可を受けたプロボクシングの公式戦として行われ、2分8回戦で14オンスグローブ（通常は10オンス）を使用するルールで行われることが発表された。
2024年5月26日にタイソンが航空機に搭乗中に持病の潰瘍の再発により嘔吐やめまいを起こし到着後に救急手当を受け、それに伴い5月31日に試合の延期が発表された。6月8日、改めて11月15日に開催されることが発表された。
2024年7月20日、フロリダ州タンパのアマリー・アリーナでタイソン戦延期の穴埋めとして総合格闘家のマイク・ペリーと対戦し、6回1分12秒TKO勝ちを収めた。
2024年11月15日、テキサス州アーリントンのAT&Tスタジアムでマイク・タイソンと対戦。初回から3回まではタイソンにアグレッシブに攻められる場面が見られたが、4回からタイソンはほとんど手を出さず、一方ジェイクは要所でパンチをヒットさせてはいたが最後までダウンを奪うことはできず凡戦となり、結果8回を戦い抜き3-0（80-72、79-73×2）の判定勝ちを収めた。
- 試合の反応
  - テレンス・クロフォード「私はマイク・タイソンを愛しているが、人々は彼を持ち上げ過ぎだ。彼の試合ぶりは酷かった。あれだけ長い間トレーニングして、試合全体で97発しかパンチを打たなかったことはおかしい。ただ彼が試合で怪我しなかったことを嬉しく思う」[35]
  - コナー・マクレガー「スパーリンググローブを着けた16分間のスパーリング。クソ食らえ」[36]
  - トニー・ベリュー「この馬鹿なガキ（ジェイク）は好きじゃないが、これだけは言わせてくれ。奴は途中でマイクを殴るのを躊躇して、マイクが生き残るよう敬意と尊厳を示したんだ」[36]
  - マジック・ジョンソン「途中で観てられなくなった。マイク・タイソンの試合は全部観に行っていたから、こんな姿を見るのは悲しい。今夜の試合はボクシングにとって素晴らしいものではなかった」[36]
  - スティーブン・A・スミス「これまでも、そしてこれからもマイク・タイソンが大好きだ。とはいえ58歳は58歳。彼の足はもう機能していなかった。彼がノックアウトされなかったことを感謝する。今こそジェイクをトップ10のボクサー、いや、チャンピオンと戦わせるときが来た。バスケットボール選手、総合格闘家、老人と戦うのはもう十分だ。彼が本物の戦いに挑む時が来た。彼はもう十分に強い！実現させてくれ」[37]
  - ライアン・ガルシア「この試合につけるポイントなど無かった」[37]
  - 青木真也「60前のおじいちゃんが〝ガチンコ〟をやっていいわけないだろ」「倫理やモラルが、資本主義の中で埋没しているのがつらかった」「ボクシングですら、このエンタメや数字ありきの風潮に耐えきれなくなってるってことだよね」[38]

2025年6月28日、カリフォルニア州アナハイムのホンダセンターにて元WBC世界ミドル級王者のフリオ・セサール・チャベス・ジュニアとクルーザー級10回戦を行い、10回3-0（99-91、98-92、97-93）の判定勝ちを収めた。

#### 世界ランク入り
2025年6月30日、WBAが同年6月の世界ランキングを発表し、ポールはWBA世界クルーザー級14位にランクインしたと同時にWBAスーパー・WBO世界同級統一王者ヒルベルト・ラミレスへの挑戦も可能となった。

## 人物・エピソード
- タイロン・ウッドリーと再戦を行った試合後に、「ボクシングで死ぬまでにしたいこと」として、今後対戦したい相手の名前を、1.サウル・アルバレス、2.フロイド・メイウェザー・ジュニア、3.マイク・タイソン、4.タイソン・フューリー、5.ダナ・ホワイトと、5人リストアップして自身のSNSに投稿した[39][40]。

## ボクシング関係者からの評価
- マイク・タイソン「YouTubeスターはボクシングを大いに助けている。ボクシングはYouTuberボクサーたちに敬意を払う必要があるくらいの恩がある。こいつらはボクシングを活性化させてくれてるんだ。ボクシングはほとんど死にかけているスポーツだった。UFCが俺たちを打ち負かしていたのさ。今YouTubeボクサーたちを手に入れ、ボクシングは戻って来ている。YouTubeボクサーたちに感謝だ」[41]
- オスカー・デ・ラ・ホーヤ「ジェイクとローガン・ポールはボクシング全体にとって素晴らしいことだと思う。ボクシングにおいて、我々は常に疑問を抱いているんだ、なぜ人気が下がっているのか、なぜテレビ視聴率がそんなに低いのか、なぜファンが減少しているのか」「実際には表面的ではないが、ジェイクやローガン・ポールのようなスターがボクシングに全く新しいファン層を連れてきているとき、私はそれを1000%受け入れる。今、彼らのおかげで子供たちがストリートで私に近寄ってくるんだ。プラットフォームやソーシャルメディアを通して子供たちをこのスポーツに連れてきてくれるYouTuberたちがいるから、彼らはオスカー・デ・ラ・ホーヤが誰であるか、マニー・パッキャオが誰であるかを知っている。だから私は彼らをいつも受け入れる、完全にYESだ」[42]
- タイソン・フューリー「多くの人がYouTuber全てがくだらないと言っており、ボクシングでこれら全ての人たちを見たくないと言っている。しかし私はヘビー級チャンピオンであり、これまでで最高のファイターだが、こういったYouTuberが戦うのを見たいと思っている」「私がマスターであるスポーツに、何百万もの注目を集めてくれるんだから私は好きだよ。ボクシングを決して見ない人たちがYouTubeのやつらや、ラブ・アイランド、TikTokersのおかげでボクシングを見てくれるんだ」「ボクシングへの注目が多ければ多いほど良くなるし、若いファイターもよりボクシングをやるようになる。何百万人もの人々がTikTokersなどを視聴している場合、 そのあと人生の後半で実際のボクシングを再び見るかもしれない」「それら全てが私たちのスポーツにとって良いことであり、PR活動だ。それが気に入らない人は彼らのように金を稼げてないやつのただの嫉妬だよ」「つまりはそういう事さ、嫉妬なんだ。この世界には多くの嫉妬がある。特に、自分の夢を追いかけようとしている他の人を憎んでいて、自分の夢を追いかける勇気がない人はそうなんだ」[43]

## ボクサーからの挑発
- IBF世界クルーザー級王者マイリス・ブリエディスは自身の左太ももに「ジェイクの悪いカルマ」というタトゥーを入れて対戦要求するなど、ジェイク・ポールに対して何度も対戦要求をしている[44]。ブリエディスのプロモーターのカッレ・ザウアーラントもブリエディスの保持するIBF世界クルーザー級王座をかけて対戦しようとポールにオファーしている[45]。これにポールはブリエディスのことを誰だか知らないと言い「マリオ」と呼ぶが、ブリエディスはスーパーマリオのコスプレをして対戦要求をした[46]。
- 元WBAスーパー・IBF・WBO世界ライトヘビー級王者セルゲイ・コバレフは「ジェイクと戦う準備は出来ている。あいつをノックアウトしてやる」と挑発している[47]。
- 2022年8月6日に対戦を予定していたハシーム・ラクマン・ジュニアとの試合が契約体重の問題により中止になった際、元WBA世界ミドル級暫定王者クリス・ユーバンク・ジュニアが代役出場を名乗り出て「俺がお前の興行を救ってやる。来週そっちへ行ってやるから、やろうじゃないか。俺は160ポンドで試合をするけど、お前は自分のやりたい体重でいいよ。みんなが見たがってる試合だぞ」「俺の経験はアドバンテージになるから、30ポンドのハンディをやるよ」「そんなに稼いでるなら、しっかり戦えるやつとやろうぜ」と対戦要求をした[48]。

## メイウェザーとの因縁と対戦
2021年2月2日、フロイド・メイウェザー・ジュニアが自身のインスタグラムに「今年はいくつかのエキシビションに焦点を当てる。日本の東京で再びエキシビションを行う。もちろん、ローガン・ポールとやるし、ジェイク・ポールがもし次に対戦するベン・アスクレンに勝てば、彼ともエキシビションを行う」「50セントが俺と対戦したがっていて、俺のことを小さすぎると言っていると聞いた。年末にやりたいなら、エキシビションをやる。俺はこいつらと対戦する階級は気にしない。ポール兄弟はこのイベントで大金を稼ぐだろうけど、でも50セントとは"勝者総取りマッチ"じゃないとダメだ」と投稿した。
2021年2月4日、ジェイク・ポールがメイウェザーの発言に応え、自身のSNSに「親愛なるメイウェザーさん、あなたのインスタグラムはどなたが管理されていますか。その方たちはより良い給料をもらう必要があります。お願いです、あなたはソーシャルメディアに近づかないようにしてください。あなたは、読み方、引退、あるいは百科事典を学ぶことに集中するべきです。あなたは私に対戦を呼びかけましたが、あなたは私の身長の半分しかありません。あなたは私の兄を倒すかもしれませんが、ジェイク・ポールはまた異なるタイプです。あなたの提案はクソです、私はエキシビションはしません、対戦は私の条件で行います、50/50が条件です。あなたが私を倒すためにネイト・ロビンソンをトレーニングしようとしていたことは忘れていません。私はネイトをキャンバスの上に失神させました、あなたがそのように簡単ではないことを願いましょう。私の友達よ、NBA選手といえば、あなたの娘を妊娠させたのは誰？。アスクレンをKOした後に、あなたと対戦したいです、フロイド。そしてあなたの偽のベニアの歯をへし折ります」と椅子に座って本を読みながらメイウェザーにポエムを読み聞かせをするような動画を投稿した。
2021年5月6日、対戦が決定したメイウェザーと兄のローガンが公開記者会見を行い、ステージ上で、メイウェザーが「一晩で2人と戦うつもりだ」とポール兄弟を指さして挑発すると、ローガンは、長年スキンヘッドだったが突然髪を伸ばし始めたことで植毛疑惑が持ち上がったメイウェザーに「このステージで偽物なのはフロイドの生え際だけだ」と反撃。互いにトラッシュトークを展開して会見は終了した。その直後に通路でジェイク・ポールがメイウェザーに近づき、至近距離で顔を突き合わせ対峙し、「俺と戦いたいのか？（プロモーターの）アル・ヘイモンに電話して実現させよう」とメイウェザーを挑発。メイウェザーは、にらみながら「もちろん。アル・ヘイモンは必要ない、オレがボスだ」と返答するが、ジェイクに「帽子いただき（Gotcha Hat）」と、そのままかぶっていた帽子を奪われると、メイウェザーは怒り狂い、「アイツを殺す」「俺を馬鹿にするな」と連呼して追いかけると、両陣営のボディーガード、そして警備員も入り乱れた大乱闘に発展。怒りの収まらないメイウェザーはジェイクに殴りかかろうとするも関係者らに羽交い締めで止められた。
乱闘後、ジェイクは自身のSNSを更新し、これからメイウェザーの帽子を奪うことを予告して、計画取りに帽子を奪っていたことを示す動画を投稿。さらに「メイウェザーが退屈な試合でみんなのお金を盗んだので、私は彼の帽子を盗んだんだ」と挑発。また自身の右脚に帽子の絵とともに「Gotcha Hat」のタトゥーを入れ、Gotcha Hatのロゴが入った帽子などをグッズ化して販売した。
2021年6月6日、フロリダ州のハードロック・スタジアムでフロイド・メイウェザー・ジュニアと兄のローガン・ポールがエキシビション試合を行った。試合後のリングインタビューで、メイウェザーは「次にジェイクとの試合はどうか？」と、メイウェザーが対戦を公言していた因縁の相手ジェイク・ポールとの対戦をリングインタビュアーに質問されるが、「みんなと相談するよ。先のことはわからない。オレは21歳でも25歳でもないんでね」と即答を避けた。
両者のこれまでの一連の挑発行為の応酬を、両者の対戦は既定路線であり、対戦へ向けてのプロモーションのためのパフォーマンスではないのかという見方もあったが、その後、メイウェザーが「ジェイク・ポールは俺との対戦はリアルファイトでやると話している。それがリアルファイトになるなら、俺はリアルファイトの自分の階級である147ポンド（ウェルター級）か154ポンド（スーパーウェルター級）まで落とす。もしジェイク・ポールが154ポンドまで落とせるなら、彼のスキルを見ることが出来るだろう」と、公式戦で対戦するのであればジェイクは147ポンドか154ポンドまで落とす必要があると話し、ジェイクはこのメイウェザーの発言を受けて、「彼は俺に147ポンドまで落として欲しいと話している、そうすれば俺と対戦すると。俺の兄貴が彼と対戦する前までは、俺たち兄弟は‘フェイク・ファイターズ’だった。それが今では俺が147ポンドまで落とせた場合のみ彼はジェイク・ポールと対戦すると言ってる。でもそれだけ体重を落とすのは物理的に不可能だ。俺は試合が実現するとは思わない」と語った。
2022年9月、メイウェザーが、ジェイク・ポールのことを試合を盛り上げて金を稼いでビジネス的にうまくやっていると称賛しつつも、全盛期を過ぎた元総合格闘家や元NBA選手やYouTuberとばかり対戦していることに対して、本当のボクサーと対戦すれば困難に直面するだろうと警告した。そして、ジェイクがメイウェザーとはエキシビションではなく公式試合のみでしか対戦しないと言っていることを引用して、自身の階級であるウェルター級近辺の体重であれば、ジェイクと公式試合で対戦することを示唆した。これにジェイクはツイッターで「俺の兄貴はお前と判定まで行ったが、俺はお前を6ラウンドで終わらせる。あいつを完全に引退させてやるから、試合を実現させてくれ」とツイートした。ジェイクはさらにインタビューで「2022年に、フロイド・メイウェザーは自分のレガシーを台無しにしてる。名も無いやつらと対戦し、彼のファン達に金と時間を無駄遣いさせているんだ」「フロイド・メイウェザーはジェイク・ポールに、ジェイク・ポールがフロイドの体重、140ポンド近辺に落とした場合にのみ対戦すると言っている」「フロイド、俺はお前と戦う、お前はこの試合がボクシングで最大の試合の一つになることを分かっている。俺は175ポンド、お前は165ポンド、完了させて数億ドル稼げる。それでお前の言い訳は何なんだ？」「俺の兄貴と対戦した時には体重を気にしなかったのに、なんで俺の体重は気にするんだ？、お前が何が起こるか分かっているからだよな。それに、お前は『あいつはプロフェッショナルのファイターと戦ったら破壊されるだろう』と言ったよな、それならなぜお前がそうしないんだ？」と挑発した。
2022年11月、メイウェザーはドバイでYouTuberのデジとエキシビションで対戦した際に、ジェイクについて「あいつの対戦相手は、50歳や40歳ばかりだ。あいつは俺と対戦したい？、もちろんそうだろう、俺は50歳近いからな、もちろんあいつは俺と対戦したいのさ」と語った。試合にはジェイク・ポールも特別ゲストとしてリングサイドに招待されていたが、メイウェザーはジェイクが会場からいなくならない限り試合を行うことを拒否し、試合後にはジェイクはツイッターで「フロイド・メイウェザーは未払いの税金を払うために、ボクシングというスポーツを崩壊させている」とツイートした。

## アスクレン戦決定までの経緯
2020年11月28日、ジェイクが、ネイト・ロビンソンにKO勝ちした直後にインタビューで、UFCのコナー・マクレガーとマクレガーの仲間でトレーニングパートナーのディロン・ダニスを「2人ともKOできる」と挑発。同年12月1日、ジェイクが「俺のチームは彼のマネージャーと話をしている」とマクレガーと対戦するための話し合いをマクレガーのチームと行っていると発言した。同年12月12日、UFC代表ダナ・ホワイトが「その（マクレガーとジェイクの）試合が実現する見込みは0％だ」と発言した。
2020年12月2日、ジェイクからの挑発を受けて、2019年10月のUFCでの試合を最後に総合格闘技を引退して、人工股関節置換術を受けていたベン・アスクレンが、「ほとんどの人は、『オー、ベン・アスクレンはなんであのレベルまで身を落とすんだ』みたいに思うんだろうね。高校生の時、友達とボクシンググローブをはめて殴り合うのが楽しみだったんだ。当時はただ楽しくて無料でやってたのに、今はYouTubeスターをぶちのめすためにたくさんの金を払ってくれると言うんだぜ」「手術後の1年間、つまり2021年の9月1日まではレスリングはできないんだ。でもボクシングなら多少やさしそうに思う。投げられて叩きつけられることも、足への関節技もないからね。わからないけど、比較的安全だと思うんだ」と話した。
2012年12月15日、ジェイクが自身のSNSに「俺のチームは今朝、お前に5000万ドル（約53億円）のオファーを送った。現金で5000万ドル、資金証明書付きだ。これまでお前が受けたオファーで最大のオファーだ」「コナー、お前は怖がっている。ダナ、お前は怖がっている。契約書にサインをしろ、馬鹿共達」「お前は俺と戦うのを怖がっているんだ、コナー！。YouTuberに負けたくないからお前は俺から逃げているんだ。お前はボクサーとして0勝1敗だが、俺はボクサーとして2勝無敗だからな」と、アイルランドの国旗を肩に羽織り、ウイスキーのグラスを片手に持って葉巻を吸いながらマクレガーを挑発する動画を投稿し、3分8ラウンド、185ポンド契約（84kg）のボクシングルールでの対戦を要求した。また同日にジェイクは、ディロン・ダニスが屋外で撮影していた現場に、ピックアップトラックの荷台に乗って乗り付け、ダニスにトイレットペーパーや水風船を投げつけてから、そのまま逃走し、その模様を撮影した動画をSNSに投稿した。その後ジェイクは、50万ドルから100万ドルのファイトマネーでデニスに対戦オファーを出したが、デニスに断られたことを明かしている。
ジェイクの挑発にマクレガーが反応をしなかったことで、ジェイクはネイト・ディアスなどの他の総合格闘家や、フロイド・メイウェザーやカネロ・アルバレスなどのボクサーを挑発すると、マイケル・ビスピン、アマンダ・ヌネス、ボクサーのカール・フローチ、トミュー・フューリーらがジェイクと対戦すると名乗りを上げた。
2021年1月20日、これまでジェイクの数々の挑発行為を完全に無視していたマクレガーがインタビューでジェイクについて、「そういうもんだ、しょうがない。どうなるか様子を見よう。それだけだ。正直言って、俺からしてみたら彼は混乱した子供のようだよ。今のところ若い威勢のいい男に注意を払っていない」と話した。YouTuberがボクシングに進出していることについては、「彼らが言ってるように、ドルを稼げるなら、それは意味をなすんだ。ダナ・ホワイトやUFCはそういうことにあまり興味のないことは知っているが、私はそれほど反対ではない。彼らが上手く戦っているのであれば、それを嘲笑することは出来ない」と語った。
2021年1月26日、動画投稿アプリケーション会社「Triller」が4月17日に主催するペイ・パー・ビュー興行のメインイベントでベン・アスクレンと対戦することが発表された。なお、アスクレンは2019年10月のUFCでの試合後に総合格闘技からの引退を表明していたものの、UFCの契約下にあるためUFC代表のダナ・ホワイトからジェイク戦の出場許可の許諾を得ている。

## 戦績

### プロボクシング
| プロボクシング 戦績 | プロボクシング 戦績 | プロボクシング 戦績 | プロボクシング 戦績 | プロボクシング 戦績 | プロボクシング 戦績 | プロボクシング 戦績 |
| ------------------- | ------------------- | ------------------- | ------------------- | ------------------- | ------------------- | ------------------- |
| 13 試合             | (T)KO               | 判定                | その他              | 引き分け            | 無効試合            |                     |
| 12 勝               | 7                   | 5                   | 0                   | 0                   | 0                   |                     |
| 1 敗                | 0                   | 1                   | 0                   | 0                   | 0                   |                     |

| 戦           | 日付           | 勝敗 | 時間    | 内容    | 対戦相手                             | 国籍           | 備考           |
| ------------ | -------------- | ---- | ------- | ------- | ------------------------------------ | -------------- | -------------- |
| 1            | 2020年1月30日  | ☆    | 1R 2:18 | TKO     | アネソンギブ                         | イギリス       | プロデビュー戦 |
| 2            | 2020年11月28日 | ☆    | 2R 1:24 | KO      | ネイト・ロビンソン                   | アメリカ合衆国 |                |
| 3            | 2021年4月17日  | ☆    | 1R 1:59 | TKO     | ベン・アスクレン                     | アメリカ合衆国 |                |
| 4            | 2021年8月29日  | ☆    | 8R      | 判定2-1 | タイロン・ウッドリー                 | アメリカ合衆国 |                |
| 5            | 2021年12月18日 | ☆    | 6R 2:12 | KO      | タイロン・ウッドリー                 | アメリカ合衆国 |                |
| 6            | 2022年10月29日 | ☆    | 8R      | 判定3-0 | アンデウソン・シウバ                 | ブラジル       |                |
| 7            | 2023年2月26日  | ★    | 8R      | 判定1-2 | トミー・フューリー                   | イギリス       |                |
| 8            | 2023年8月5日   | ☆    | 10R     | 判定3-0 | ネイト・ディアス                     | アメリカ合衆国 |                |
| 9            | 2023年12月15日 | ☆    | 1R 2:32 | KO      | アンドレ・オーガスト                 | アメリカ合衆国 |                |
| 10           | 2024年3月2日   | ☆    | 1R 2:37 | TKO     | ライアン・ボーランド                 | アメリカ合衆国 |                |
| 11           | 2024年7月20日  | ☆    | 6R 1:12 | TKO     | マイク・ペリー                       | アメリカ合衆国 |                |
| 12           | 2024年11月15日 | ☆    | 8R      | 判定3-0 | マイク・タイソン                     | アメリカ合衆国 |                |
| 13           | 2025年6月28日  | ☆    | 10R     | 判定3-0 | フリオ・セサール・チャベス・ジュニア | メキシコ       |                |
| 13           | 2025年6月28日  | -    | -       | -       | ジャーボンテイ・デービス             | アメリカ合衆国 | 試合前         |
| テンプレート |                |      |         |         |                                      |                |                |

### アマチュアボクシング
| 戦           | 日付          | 勝敗 | 時間    | 内容 | 対戦相手           | 国籍     | 備考 |
| ------------ | ------------- | ---- | ------- | ---- | ------------------ | -------- | ---- |
| 1            | 2018年8月25日 | ☆    | 5R 1:51 | TKO  | デジ・オラトゥンジ | イギリス |      |
| テンプレート |               |      |         |      |                    |          |      |

## ペイ・パー・ビュー売上げ
| 開催年月日     | イベント                                    | 売上げ            | テレビ局 | 備考       |
| -------------- | ------------------------------------------- | ----------------- | -------- | ---------- |
| 2023年8月5日   | ジェイク・ポール vs. ネイト・ディアス       | 45万件            | DAZN     | 60ドル     |
| 2023年2月26日  | ジェイク・ポール vs. トミー・フューリー     | 55万              | BT Sport | 20英ポンド |
| 2023年2月26日  | ジェイク・ポール vs. トミー・フューリー     | 22万5千件         | ESPN+    | 50ドル     |
| 2022年10月29日 | ジェイク・ポール vs. アンデウソン・シウバ   | 20万件 - 30万件   | SHOWTIME | 60ドル     |
| 2021年12月18日 | ジェイク・ポール vs. タイロン・ウッドリー 2 | 20万件            | SHOWTIME | 60ドル     |
| 2021年8月29日  | ジェイク・ポール vs. タイロン・ウッドリー 1 | 50万件            | SHOWTIME | 60ドル     |
| 2021年4月17日  | ジェイク・ポール vs. ベン・アスクレン       | 100万件 - 160万件 | Triller  | 50ドル     |